# 天王寺動物園

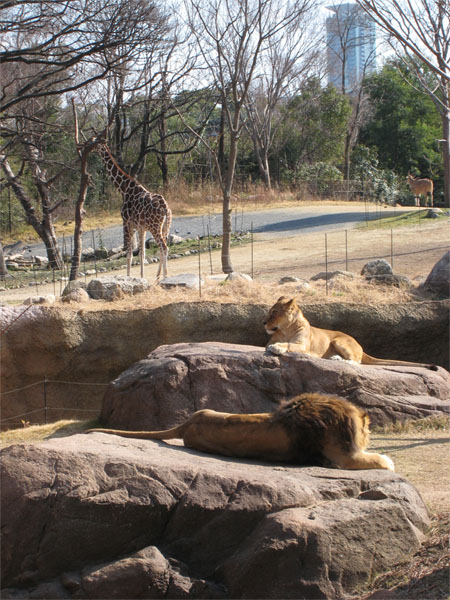
アフリカサバンナゾーン NZABI NATIONAL PARK

天王寺動物園（てんのうじどうぶつえん）は、大阪府大阪市天王寺区の天王寺公園内にある動物園。1915年（大正4年）1月1日に開園した、日本で3番目に長い歴史をもつ動物園。面積約11ヘクタールの園内に、約200種1000匹の動物が飼育されている都市型総合動物園。

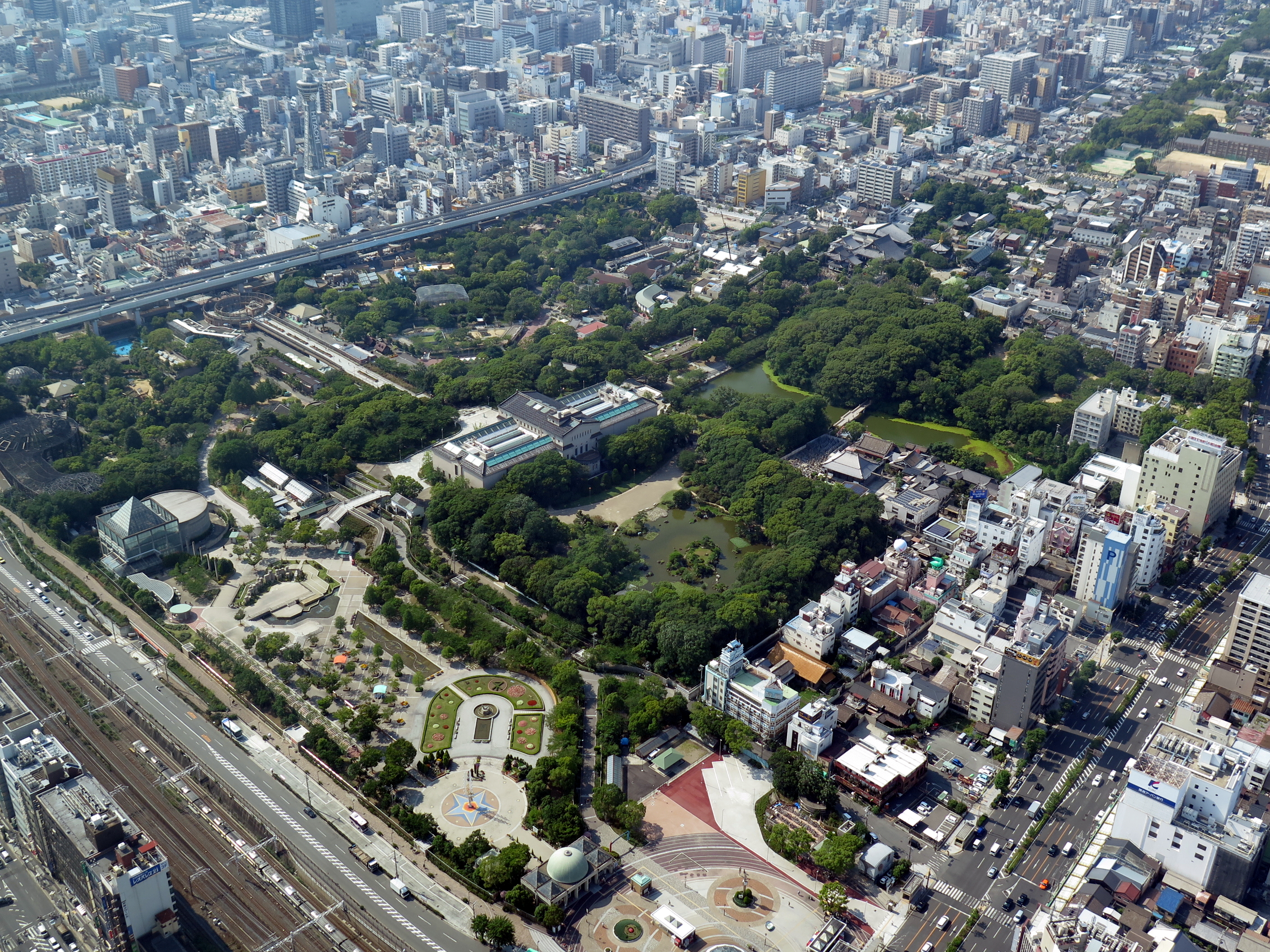
天王寺動物園

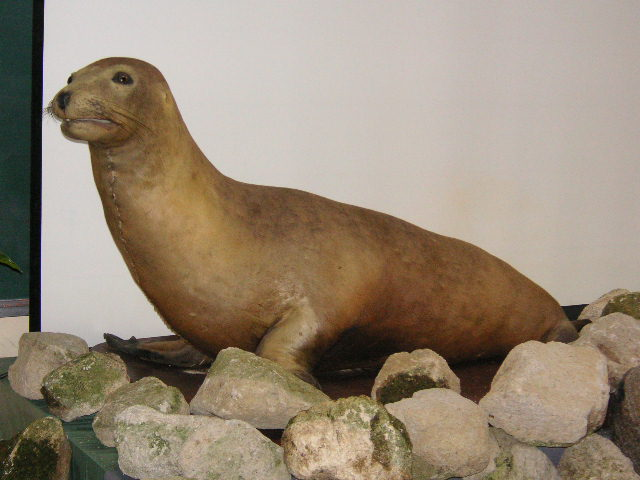
天王寺動物園に保存されているニホンアシカの剥製

年間来園者170万人を誇り、2006年7月16日に総有料入園者数が1億人を超えた。国内では恩賜上野動物園に次いで2番目。
大阪市の直営であったが、2020年12月9日の大阪市会で「地方独立行政法人天王寺動物園への職員の引継ぎに関する条例案」他の議案が可決され、2021年4月1日付けで設立された地方独立行政法人天王寺動物園に移管された。

## 特徴
天王寺動物園は開園当初から、「動物の研究」と「種の保存」という動物園本来の目的から離れ、商業主義的なレクリエーション性を重視していた。この背景には、阪急の宝塚動植物園、阪神の浜甲子園阪神パーク、大軌の菖蒲池遊園地など、動物園を併設した遊園地が大阪周辺に相次いで開業したため、「動物を見せること」以外の付加価値をもって対抗する必要があった。
その代表が1932年に来日したチンパンジーの「リタ」（愛称：リタ嬢）で、三輪車や竹馬に乗ったり、フォークとナイフを使って食事をするなどの芸を披露し、一躍人気者となった。しかし第二次世界大戦中には軍服やガスマスク姿などで戦意高揚の広告塔となった一方で、同園でも空襲に備えた動物たちの殺処分（戦時猛獣処分）が行われた。これらのことをふまえ、現在同園では動物に芸を仕込むことは一切行っていない。
開園翌年から、春は夜桜、夏は納涼のため、夜間開園を1937年まで実施していた。戦後も、珍獣の「ライガー」や「タイゴン」づくりなど、「レクリエーション施設」としての客寄せに取り組んでいた。
このような商業路線は1970年代まで続いていたが、現在は、ドリルの飼育展示を日本で唯一行っているほか、シシオザル、クロサイ、ツル類、ニホンコウノトリ、ホオアカトキ、ヨウスコウワニなどの希少動物の繁殖に力を入れるなど、動物園本来の姿に転換している。特にナベヅルについては、飼育繁殖実績があることから、国際血統登録を担当している。
また、大阪ドームの建設候補地に挙げられたことに端を発する「ZOO21計画」が1990年代後半から推し進められ、以後、動物の生息地の環境を可能な限り再現した生態展示に切り替わった。これまでに、爬虫類生態館「アイファー」、日本初の水中観察プールを有するカバ舎やサバンナの環境を再現したサイ舎を含む「アフリカサバンナゾーン」、アジアゾウを飼育しているタイの国立公園を再現した「アジアの熱帯雨林ゾーン」を開設し、展示環境は一新された。
2006年11月3日 - 11月5日に行われた「絶滅の危機にある動物展」で、保存されている絶滅したニホンアシカの剥製が、初めて一般公開された。

## 主な展示施設
アフリカサバンナゾーンと周辺エリアの動物
- アフリカサバンナゾーン - ライオン、アミメキリン、ブチハイエナ、エランド、グラントシマウマ、アフリカハゲコウ、コビトマングースなどアフリカのサバンナに生息する動物を現地の環境を再現して生態的展示している。
- カバ舎 - カバを水中から見ることができる他、ナイルティラピアやエジプトガンと飼育することで生態的展示を行う。
- サイ舎 - クロサイを飼育。
- コフラミンゴ舎 - コフラミンゴを飼育。
- 爬虫類生態館「アイファー」- オオサンショウウオやミシシッピーワニ、ヨウスコウワニ、ビルマニシキヘビ、ワニガメ、ホウシャガメ、ミズオオトカゲ、ナイルオオトカゲ、ローゼンバーグオオトカゲなど爬虫類、両生類、魚類を生態的展示。
- 猛禽舎 - ニホンイヌワシ、コンドル、フクロウ、ワシミミズク、メガネフクロウ、ソウゲンワシ、国内で天王寺動物園でのみ飼育されているキガシラコンドルなど猛禽類の鳥類を飼育。
- オオカミ・ジャガー舎 - チュウゴクオオカミ、ジャガー、ホンドタヌキ、ニホンアナグマを飼育。
- レッサーパンダ舎 - シセンレッサーパンダを飼育。
- トラ舎 - アムールトラを飼育。
- ムフロン舎 - ムフロンを飼育していたが、現在は飼育されていない。

鳥のセカイと周辺エリアの動物
- コウノトリ舎 - ニホンコウノトリを飼育　野生絶滅回避のために繁殖を行っている。
- ツル舎 - ナベヅルやタンチョウ、アネハヅル、ホオジロカンムリヅル、ソデグロヅル、オオヅル、オグロヅルなどを飼育。
- 鳥のセカイ - 「鳥の適応進化とその不思議に触れることのできる施設」をコンセプトに、多様な環境に適応し生息している鳥たちの生態を観察できる施設。コサンケイやワライカワセミ、パラワンコクジャク、ニジキジ、ヒオドシジュケイ、モモイロインコ、フサホロホロチョウ、ホロホロチョウ、二ホンキジ、ミゾゴイ、マガモ、シロフクロウ、カルガモ、オシドリなどの鳥を展示[7]。2023年11月21日オープン[8]。
- その他 - チリーフラミンゴ、ベニイロフラミンゴ、キバタンなどの動物を飼育。

アジアの熱帯雨林ゾーンとふれんどしっぷガーデンと周辺エリアの動物
- ふれんどしっぷガーデン - ふれあい広場をリニューアルする形でてんしばゲート横に新規オープン。ヤギやヒツジ、モルモット、野間馬などと触れ合うことができる。2022年4月27日オープン[9][10]。
- 南半球館 - かつてコアラを飼育していたが、現在は飼育されておらず、アルダブラゾウガメ、エミュー、マーラが飼育されている。
- 夜行性動物舎 - エジプトルーセットオオコウモリ、フサオネズミカンガルー、ハクビシンなどの夜行性の動物を飼育。
- サルヒヒ舎 - フサオマキザル、サバンナモンキー、シシオザル、ブラッザグエノン、クロシロエリマキキツネザル、フクロテナガザル、フランソワルトン、国内で天王寺動物園でのみ飼育されているドリルなどを飼育。
- アジア熱帯雨林ゾーン - アジアの熱帯雨林の環境を再現してアジアゾウを飼育していたが、現在は飼育されていない。現在拡張工事のため、改修中。
- チンパンジーベース - 旧チンパンジー舎をリニューアルする形でオープン。2025年4月1日オープン[11]。

鳥の楽園ゾーンと周辺エリアの動物
- 鳥の楽園 - 1987年に開設した巨大なエイビアリー（鳥類飼育施設）で3200平方メートルの面積を持ち、国内有数である[12]。シュバシコウ、コサギ、オシドリ、マガモ、カルガモ、アオサギ、ゴイサギ、クロトキ、カワウなどを飼育。
- ホッキョクグマ舎 - 戦前から残る歴史ある獣舎。ホッキョクグマを飼育。
- クマ舎 - マレーグマ、メガネグマを飼育。
- ペンギンパーク＆アシカワーフ - フンボルトペンギンとカリフォルニアアシカを展示しており、営巣地の整備や造波装置による海洋環境の再現、大型のアクリル水槽の効果的な活用により生き生きと泳ぐ動物たちの本来の姿を見ることができる。2023年4月26日オープン[13][9]。

現在建設中・建設予定の施設
- 新ホッキョクグマ舎 - 南園に建設予定。オスとメスを分けて飼育できる施設になる予定。2025年オープン予定[14]。

その他の施設
- TENNOJI ZOO MUSEUM
  - 標本展示コーナー - 天王寺動物園で飼育していたアジアゾウのユリ子の全身骨格標本と半身のレプリカ展示、絶滅の危機にある動物種の剥製や解説を展示
  - 見せる（魅せる）収蔵庫 - 普段は見ることができない天王寺動物園所蔵の剥製標本（約280点）の一部を、一面がガラス張りとなっている収蔵庫に配置し、定期的に入れ替えながら展示
  - だいしんワクワクホール - 講演や大規模スクールの開催が可能な定員240名のスクリーンを備えた多目的ホール
  - その他 - 動物に関する子ども向けの図書を中心としたキッズライブラリーや、ワークショップ等の開催が可能な実験・作業室、多目的室等がある
- FooZoo・GooZoo
  - FooZoo - 当園のキリンの柄を模したキリンドッグや、「ディッピンドッツ」のホッキョクグマクレープ等、天王寺動物園オリジナルメニューが楽しめる
  - GooZoo - 日本では天王寺動物園でのみ飼育されているキーウィのぬいぐるみ等のオリジナルグッズが購入できる
  - 授乳室 - 幼児用ベッドや給湯器等を備えた授乳スペース

## 再生に向けたプラン
天王寺動物園は、戦前の1934年度（昭和9年度）に有料入園者数が年間250万人を超えるなど、古くから東京の上野動物園と並ぶ都市型動物園として認知されてきた。1972年度（昭和47年度）から中学生以下が入園無料になったことで有料入園者は減少したが、翌1973年度の総入園者は335万人を数えた。
その後、入園者数は減少に転じるが、「アフリカサバンナゾーン」がオープンした2006年度は約184万人（有料入場者数は68万1,934人）、2007年度は約194万人と増加。その後再び減少に転じ、2010年度は約120万人、2013年度には約116万人まで落ち込んでいる。
2013年4月から、従来無料だった大阪市外の小中学生の入園料を有料とするなど、開園100周年となる2015年に向け、集客を増やすための計画が進められた。その結果、2014年には約136万人、2015年には約173万人と回復を見せた。

### ZOO21計画
野生動物の種の保存や環境教育に貢献する、新しい動物園のあり方を確立するための計画で、古くなった動物舎を生態的展示の施設に建て替えることが主な目的である。
1995年（平成7年）に大阪芸術大学教授の若生謙二主導の下、爬虫類生態館「アイファー」、1997年（平成9年）にカバ舎、1998年（平成10年）にサイ舎を開設。2000年（平成12年）には「アフリカサバンナゾーン草食動物エリア」、2004年（平成16年）1月31日には「アジアの熱帯雨林ゾーン」、2006年（平成18年）9月には「アフリカサバンナゾーン肉食動物エリア」が開設され、従来の系統分類展示型から環境デザインが一変した。
2007年6月には入場者数を増やすためビジネスパートナーを初めて公募、150社を超える多数の企業が関心を示した。

### 天王寺動物園101計画
2016年7月21日、天王寺動物園の新たな改革案として、「天王寺動物園101計画」の素案が発表された。20年の長期計画で施設の整備も進めていく予定である。

## チンパンジーの脱走事件
2007年4月16日、オスのチンパンジーのプテリが、健康診断のために麻酔をしたが、効き目が不十分で逃げ出し、ホッキョクグマ舎に逃げ込んだ。ホッキョクグマとは諍いは起きず、獣医により麻酔銃で眠らされて捕獲された。当日は休園日であり入場者はいなかった。
2023年10月17日もメスのチンパンジーが脱走して急遽臨時休園措置が取られた。

## 交通
てんしばゲート
地下街「あべちか」を出てすぐのところにある天王寺公園「てんしば」内を通り徒歩数分程度に位置する。
- 西日本旅客鉄道（JR西日本）関西本線（大和路線）・大阪環状線・阪和線、大阪市高速電気軌道（Osaka Metro）御堂筋線・谷町線 - 天王寺駅
- 近畿日本鉄道（近鉄）南大阪線 - 大阪阿部野橋駅
- 阪堺電気軌道上町線 - 天王寺駅前停留場
- 大阪シティバス - あべの橋バス停

新世界ゲート
- Osaka Metro御堂筋線・堺筋線 - 動物園前駅
- JR西日本関西本線（大和路線）・大阪環状線、南海電気鉄道南海本線・高野線 - 新今宮駅
- 阪堺電気軌道阪堺線 - 新今宮駅前停留場
- 大阪シティバス - 地下鉄動物園前バス停

## 周辺施設
- 天王寺公園
  - 大阪市立美術館
  - 慶沢園
  - 旧黒田藩屋敷長屋門
  - 茶臼山
  - てんしば
  - てんしばi:na
- 堀越神社
- 安居神社
- 一心寺
- 四天王寺
  - 四天王寺本坊庭園
- 新世界
  - 通天閣
  - ジャンジャン横丁（南陽通商店街）
- でんでんタウン
- スパワールド
- 動楽亭
- てんのじ村記念碑
- 飛田本通商店街
- あべのハルカス